# Bârsănești (okręg Bacău)
Bârsănești – wieś w Rumunii, w okręgu Bacău, w gminie Bârsănești. W 2011 roku liczyła 1693 mieszkańców.